# 戦慄怪奇ファイル コワすぎ!FILE-02【震える幽霊】
『戦慄怪奇ファイル コワすぎ!FILE-02【震える幽霊】』は、2012年製作、同年8月3日発売のオリジナルビデオ作品。スピンオフ作品に『To the Other Side』がある。

## 概要
戦慄怪奇ファイル コワすぎ!シリーズの第2弾。名古屋の映画館シネマスコーレでワールドプレミア上映として『FILE-01【口裂け女捕獲作戦】』と交互に上映された。
イベント『史上最恐の劇場版』公開記念 “コワすぎ!祭”にて劇場上映された。また、『史上最恐の劇場版』公開記念 “コワすぎ!祭”では戦慄怪奇ファイルコワすぎ!シリーズ作品『FILE-01【口裂け女捕獲作戦】』、『FILE-03【人喰い河童伝説】』、『FILE-04【真相！トイレの花子さん】』、『劇場版・序章【新説・四谷怪談 お岩の呪い】』も上映された。
本作では『コワすぎ！』シリーズでの重要な人物である夕子や先生が登場し、工藤に関する設定も少しずつ明らかになっているが、発売した時点ではシリーズとしてこれ以降続くかどうかは分からなかったという。

## あらすじ
失敗に終わった口裂け女捕獲作戦であったが、販売した映像がそれなりの収益を上げた事から気を良くした工藤は次の企画に打って出る。投稿された映像には若者4人組が廃墟にて震える幽霊と遭遇した様子が写されていた。調査に乗り出す工藤達であったが、調査中に恐ろしい呪いが彼らに振りかかる事となる。工藤の機転で事なきを得たものの、ここで退く訳には行かない工藤はさらなる調査を断行。すると、投稿者「真野夕子」と、彼女が慕う「先生」に関して様々な謎が浮かび上がってくる。すぐさま解明にとりかかるが、夕子は失踪し、先生からもはぐらかされ、工藤は苛立ちを募らせる。我慢の限界を迎えた工藤は、投稿者も使って実力行使で先生から話を聞きだそうとするが、逆に投稿者が卒倒し、1人は失踪、工藤も夕子に似た幽霊に襲われ、入院を余儀なくされるのだった。

## キャスト
- 工藤仁：大迫茂生

本作の主人公。本作でも市川への態度は変わっておらず、むしろ興味本位で彼女を危険な場所へ行かせるなど粗暴さに拍車がかかっている。前作で手に入れた呪いの髪飾りを持ち歩いており、以降の作品で頻繁に除霊道具として使用する。本来は呪具にもかかわらず、工藤に限っては不思議なことに呪いを受けない。
- 市川実穂：久保山智夏

ヒロイン。相変わらず工藤からは理不尽な扱いを受けており、さすがに思う所があるのか反抗する描写も見られる。
- 田代正嗣：白石晃士

カメラマン。今作でも真っ先に怪異を映すなど功績を挙げており、急に部屋が暗転しても即座にカメラを暗視モードに切り替えるなど技術力が高い事も判明した。
- 真野夕子：はるうらら

映像の投稿者。彼女が誘った心霊スポットで、4人は幽霊と遭遇する事となる。高木とは恋人同士であるが倉田とも浮気しており、それ以外にも男女合わせて7人の関係を持つバイセクシャルである。過去にはデリヘル嬢としても働いていた。
- 高木良助：細川佳央

真野夕子の彼氏。浮気されている事は知らなかった。その後の話を描いた『殺人ワークショップ』では、彼女にDVを振るう男に成り下がっている。
- 倉田靖：小西平祐

上村早苗の彼氏。表面上は彼女を守る素振りを見せるが、内心では心霊スポットで喚き立てる上村を疎ましく感じており、以前から真野と交際していた。真野の特異性を知っていたが黙っていたために工藤の怒りを買う。
- 上村早苗：清瀬やえこ

倉田の彼女。怖い物が苦手で、廃墟では終始泣きわめいていた。
- 先生：藤原章

真野夕子が慕う謎の壮年男性。うつろな目、要領を得ない受け答え、危なげな足取りなど、何らかの認知障害を患っていると思われていた。真野に対し「作った」と答える怪人物。

## スタッフ
- 監督・脚本・撮影・編集：白石晃士
- 製作統括：原啓二郎
- プロデューサー：三上真弘、田坂公章
- 助監督：中川究矢
- 特殊造形：相蘇敬介
- スチール：伴貞良
- 編集協力：遊佐和寿
- 制作応援：石井翔
- 予告編制作：宮崎歩
- 制作：ビデオプランニング
- 製作：ニューセレクト
- 販売：アルバトロス
- 発売：プライムウェーブ・ネクシード